# Det Glemte Kvarter
Det Glemte Kvarter er et dansk orkester, der kombinerer musik og poesi. Gruppen består af digteren Søren Ulrik Thomsen og musikerne Maja Hartnack, Mikkel Grevsen, Anders Kirkegaard, Janus Rønn Lind, Malene Brask Olsen og Erik Olevik.
Orkesteret er opkaldt efter digtet Glemt Kvarter fra Thomsens debutdigtsamling City Slang fra 1981.
I 2013 udgav Søren Ulrik Thomsen og Det Glemte Kvarter dobbelt-cd'en Rystet Spejl. Musik og poesi på Gyldendal. Udgivelsen indbragte en Danish Music Award i kategorien Året danske vokaljazzudgivelse.
Gruppen bevægede sig i årene derefter over i en mere beatet og elektronisk retning og begyndte at tage fat på digte fra Søren Ulrik Thomsen tidligere samlinger fra 80'erne og 90'erne. I september 2016 udgav de albummet POWER på Gyldendal (CD/vinyl) og Sony Music (digitalt) med numre fra Thomsens bagkatalog såvel som 3 numre fra Thomsens seneste bog En hårnål klemt inde bag panelet.